# Симрисхамн
Симрисхамн (швед. Simrishamn) градић је у Сканији, Шведска. Има 6.527 становника 2010. године. Симрисхамн се први пут помиње (као Симбрисхафн) 1161. године, а као град 1361. године. Симрис се тумачи као „на ушћу споре (реке)“, а Хамн као „лука".